# Dieter Kugelmann
Dieter Kugelmann (* 1963 in Landau in der Pfalz) ist ein deutscher Jurist und Professor für öffentliches Recht und Polizeirecht.

## Werdegang
Nach seinem Abitur am Max-Slevogt-Gymnasium studierte Kugelmann von 1982 bis 1988 Rechtswissenschaft an der Johannes Gutenberg-Universität Mainz und der Universität von Burgund. 1991 promovierte er in Mainz am Fachbereich Rechts- und Wirtschaftswissenschaften mit dem Dissertationsthema „Der Rundfunk und die Dienstleistungsfreiheit des EWG-Vertrages“.
1999/2000 habilitierte sich Kugelmann an der Johannes Gutenberg-Universität mit einer Studie über „Die informatorische Rechtsstellung des Bürgers“. 2006 wurde er Professor für Europarecht und europäisches Verwaltungsmanagement am Fachbereich Verwaltungswissenschaften der Hochschule Harz in Halberstadt. Im Jahre 2008 wurde er zum ordentlichen Universitätsprofessor für Öffentliches Recht mit Schwerpunkt Polizeirecht einschließlich des internationalen Rechts und des Europarechts an der Deutschen Hochschule der Polizei in Münster ernannt. Am 1. Juli 2015 wählte der  rheinland-pfälzische Landtag Kugelmann zum Landesbeauftragten für den Datenschutz und die Informationsfreiheit in Rheinland-Pfalz.

## Werke
- Der Rundfunk und die Dienstleistungsfreiheit des EWG-Vertrages (= Schriften zum europäischen Recht. Band 10). Duncker und Humblot, Berlin 1991.
- Grundrechte in Europa. Parallele Geltung aufgrund ihrer Rechtsquellen (= Studien zur Rechtswissenschaft. Band 14). Kovač, Hamburg 1997.
- Die informatorische Rechtsstellung des Bürgers. Grundlagen und verwaltungsrechtliche Grundstrukturen individueller Rechte auf Zugang zu Informationen der Verwaltung (= Jus Publicum. Band 65). Mohr Siebeck, Tübingen 2001.
- Jörg Lücke, Dieter Kugelmann: Fälle mit Lösungen für Anfänger im öffentlichen Recht. Staatsrecht mit Methodik. Luchterhand, München 2004.
- Polizei- und Ordnungsrecht. Springer, Berlin 2006; 2. Auflage 2012.
- Informationsfreiheitsgesetz des Bundes. Kommentar. Kommunal- und Schulverlag, Wiesbaden 2007.